# Halteriphorus mirabilis
Halteriphorus mirabilis är en tvåvingeart som beskrevs av Octave Parent 1933. Halteriphorus mirabilis ingår i släktet Halteriphorus och familjen styltflugor. Inga underarter finns listade i Catalogue of Life.